# Síndrome de burnout
Síndrome de burnout (do inglês to burn out, algo como "queimar por completo"), também chamada de síndrome de burnô e síndrome do esgotamento profissional, é um distúrbio psíquico de caráter depressivo, precedido de esgotamento físico e mental intenso, definido por Herbert J. Freudenberger como "(…) um estado de esgotamento físico e mental cuja causa está intimamente ligada à vida profissional".
A síndrome do esgotamento profissional foi assim denominada pelo psicanalista alemão Freudenberger, após constatá-la em si mesmo, no início dos anos 1970.
Seria o desejo de ser o melhor e sempre demonstrar alto grau de desempenho, outra fase importante da síndrome: o portador de burnout mede a autoestima pela capacidade de realização e sucesso. O que tem início com satisfação e prazer termina quando esse desempenho não é reconhecido. Nesse estágio, a necessidade de se afirmar e o desejo de realização se transformam em obstinação e compulsão; o paciente nesta busca sofre, além de problemas de ordem psicológica, forte desgaste físico, gerando fadiga e exaustão. É uma patologia que atinge profissionais de todas as áreas, mas especialmente aqueles da saúde, segurança pública, atendimento ao público e educação.

## Estágios
São dez os estágios da síndrome de burnout:
1. Dedicação intensificada - com predominância da necessidade de fazer tudo sozinho e a qualquer hora do dia (imediatismo);
2. Descaso com as necessidades pessoais - comer, dormir, sair com os amigos começam a perder o sentido;
3. Aversão a conflitos - o portador percebe que algo não vai bem, mas não enfrenta o problema. É quando ocorrem as manifestações físicas;
4. Reinterpretação dos valores - isolamento, fuga dos conflitos. O que antes tinha valor sofre desvalorização: lazer, casa, amigos, e a única medida da autoestima é o trabalho;
5. Negação de problemas - nessa fase os outros são completamente desvalorizados, tidos como incapazes ou com desempenho abaixo do seu. Os contatos sociais são repelidos, cinismo e agressão são os sinais mais evidentes;
6. Recolhimento e aversão a reuniões (recusa à socialização; evitar o diálogo e dar prioridade aos e-mails, mensagens, recados etc);
7. Despersonalização (momentos de confusão mental onde a pessoa não sente seu corpo como habitualmente. Pode se sentir flutuando ao ir ao trabalho, tem a percepção de que não controla o que diz ou que fala, não se reconhece). Mudanças evidentes de comportamento (dificuldade de aceitar certas brincadeiras com bom senso e bom humor);
8. Tristeza intensa - marcas de indiferença, desesperança, exaustão. A vida perde o sentido. Vazio interior e sensação de que tudo é complicado, difícil e desgastante;
9. Colapso físico e mental.
10. Esse estágio é considerado de emergência e a ajuda médica e psicológica se tornam uma urgência.[2]

## Sintomas
Os sintomas são variados: fortes dores de cabeça, tonturas, tremores, muita falta de ar, oscilações de humor, distúrbios do sono, dificuldade de concentração e problemas digestivos. Segundo Dr. Jürgen Staedt, diretor da clínica de psiquiatria e psicoterapia do complexo hospitalar Vivantes, em Berlim, parte dos pacientes que o procuram com depressão são diagnosticados com a síndrome do esgotamento profissional. O professor de Psicologia do comportamento Manfred Schedlowski, do Instituto Superior de Tecnologia de Zurique (ETH), registra o crescimento de ocorrência de burnout em ambientes profissionais, apesar da dificuldade de diferenciar a síndrome de outros males, pois ela se manifesta de forma muito variada: "Uma pessoa apresenta dores estomacais crônicas, outra reage com sinais depressivos; a terceira desenvolve um transtorno de ansiedade de forma explícita", e acrescenta que já foram descritos mais de 130 sintomas do esgotamento profissional.
A síndrome é geralmente desenvolvida como resultado de um período de esforço excessivo no trabalho com intervalos muito pequenos para recuperação. Pesquisadores parecem discordar sobre a natureza desta síndrome. Enquanto diversos estudiosos defendem que burnout refere-se exclusivamente a uma síndrome relacionada à exaustão e ausência de personalização no trabalho, outros percebem-na como um caso especial da depressão clínica mais geral ou apenas uma forma de fadiga extrema (portanto omitindo o componente de despersonalização).
Trabalhadores da área de saúde são frequentemente propensos ao burnout. Os médicos parecem ter a proporção mais elevada de casos de burnout (de acordo com um estudo recente no Psychological Reports, nada menos que 40% dos médicos apresentavam altos níveis de burnout). Cordes e Doherty (1993), em seu estudo sobre esses profissionais, encontraram que aqueles que tem frequentes interações intensas ou emocionalmente carregadas com outros estão mais suscetíveis.
Os estudantes são também propensos ao burnout nos anos finais da escolarização básica (ensino médio) e no ensino superior; curiosamente, este não é um tipo de burnout relacionado com o trabalho, mas com o estudo intenso continuado com privação do lazer, de actividades lúdicas, ou de outro equivalente de fruição hedónica. Talvez isto seja melhor compreendido como uma forma de depressão. Os trabalhos com altos níveis de estresse ou consumição podem ser mais propensos a causar burnout do que trabalhos em níveis normais de estresse ou esforço.

## A Síndrome deburnoutem professores e enfermeiros

### Oburnoutem professores
A burnout de professores é conhecida como uma exaustão física e emocional que começa com um sentimento de desconforto e pouco a pouco aumenta à medida que a vontade de lecionar gradualmente diminui. Sintomaticamente, a burnout geralmente se reconhece pela ausência de alguns fatores motivacionais: energia, alegria, entusiasmo, satisfação, interesse, vontade, sonhos para a vida, ideias, concentração, autoconfiança e humor.
Outra definição sobre a síndrome é definida pelo pesquisador Codo (1999) como “síndrome da desistência”, pois o indivíduo, nessa situação, deixa de investir em seu trabalho e nas relações afetivas que dele decorrem e, aparentemente, torna-se incapaz de se envolver emocionalmente com o mesmo. Ainda segundo ele, a síndrome de burnout, que no sentido literal significa queimar de dentro para fora, simboliza a perda da vontade e do desejo de continuar.
Profissionais, incluindo os professores, estão sendo forçados a se adaptarem a um ambiente de exacerbada competição, a se defrontarem com ineditismos e dominar informações a intervalos cada vez mais curtos para acompanhar as exigências.
Um estudo feito entre professores que decidiram não retomar os postos nas salas de aula no início do ano escolar na Virgínia, Estados Unidos, revelou que entre as grandes causas de estresse estava a falta de recursos, a falta de tempo, reuniões em excesso, número muito grande de alunos por sala de aula, falta de assistência, falta de apoio e pais hostis. Em uma outra pesquisa, 244 professores de alunos com comportamento irregular ou indisciplinado foram instanciados a determinar como o estresse no trabalho afetava as suas vidas. Estas são, em ordem decrescente, as causas de estresses nesses professores:
- Políticas inadequadas da escola para casos de indisciplina;
- Atitude e comportamento dos administradores;
- Avaliação dos administradores e supervisores;
- Atitude e comportamento de outros professores e profissionais;
- Carga de trabalho excessiva;
- Oportunidades de carreira pouco interessantes;
- Baixo status da profissão de professor;
- Falta de reconhecimento por uma boa aula ou por estar ensinando bem;
- Alunos barulhentos;
- Lidar com os pais.

Os efeitos do estresse são identificados, na pesquisa, como:
- Sentimento de exaustão;
- Sentimento de frustração;
- Sentimento de incapacidade;
- Carregar o estresse para casa;
- Sentir-se culpado por não fazer o bastante;
- Irritabilidade.

As estratégias utilizadas pelos professores, segundo a pesquisa, para lidar com o estresse são:
- Realizar atividades de relaxamento;
- Organizar o tempo e decidir quais são as prioridades;
- Manter uma dieta equilibrada ou balanceada e fazer exercícios;
- Discutir os problemas com colegas de profissão;
- Tirar o dia de folga;
- Procurar ajuda profissional na medicina convencional ou terapias alternativas.

Quando perguntados sobre o que poderia ser feito para ajudar a diminuir o estresse, as estratégias mais mencionadas foram:
- Dar tempo aos professores para que eles colaborem ou conversem;
- Prover os professores com cursos e workshops;
- Fazer mais elogios aos professores, reforçar suas práticas e respeitar seu trabalho;
- Dar mais assistência;
- Prover os professores com mais oportunidades para saber mais sobre alunos com comportamentos irregulares e também sobre as opções de programa para o curso;
- Envolver os professores nas tomadas de decisão da escola e melhorar a comunicação com a escola.

Como se pode ver, o burnout de professores relaciona-se estreitamente com as condições desmotivadoras no trabalho, o que afeta, na maioria dos casos, o desempenho do profissional. A ausência de fatores motivacionais acarreta o estresse profissional, fazendo com que o profissional largue seu emprego, ou, quando nele se mantém, trabalhe sem muito apego ou esmero.

### Oburnoutem enfermeiros
Os enfermeiros, pelas características do seu trabalho, estão também predispostos a desenvolver burnout. Esses profissionais trabalham diretamente e intensamente com pessoas em sofrimento.
Particularmente os enfermeiros que trabalham em áreas como oncologia, a psiquiatria e a medicina, muitas vezes se sentem esgotados pelo fato de continuamente darem muito de si próprios aos seus doentes e, em troca, pelas características da doença, receberem muito pouco.
Luís Sá (2006), num estudo realizado com 257 enfermeiros de oncologia, verificou que estes profissionais se encontravam mais desgastados emocionalmente quando comparados com enfermeiros de outras áreas.
Um dos principais fatores encontrados da origem do burnout, foi a falta de controle sobre o trabalho.
Faz-se necessário, ainda, acrescentar que nos territórios da Saúde, a síndrome de burnout adquire aspectos mais complexos pelo fato de agregar valores oriundos dos sistemas de saúde que se alimentam de perspectivas utópicas que interferem, diretamente, no trabalho do enfermeiro. Currículos, diretrizes, orientações e demais processos burocráticos acabam por disseminar discussões que sempre acabam acumulando estresse nas práticas profissionais e, consequentemente, envolve o enfermeiro e sua práxis. A sociedade, por sua vez transfere responsabilidades extras ao enfermeiro, sobrecarregando-o e inculcando-lhe papéis que não serão desempenhados com a competência necessária
Cada dia mais se agrega mais atividades para o enfermeiro nas instituições e os processos de qualidade inserem cada vez mais itens a serem checados, também há a desvalorização salarial e a sobrecarga horária a que são  submetidos, fazendo com que os enfermeiros não respeitem individualmente um período de repouso entre uma jornada e outra, acumulando  empregos e chegando a trabalhar  36 e 48 horas ininterruptas, com repousos de 1 a 2 horas no máximo entre as jornadas de 12 horas.